# Frontenaud
Frontenaud é uma comuna francesa na região administrativa de Borgonha-Franco-Condado, no departamento Saône-et-Loire. Estende-se por uma área de 15,03 km². Em 2010 a comuna tinha 743 habitantes (densidade: 49,4 hab./km²).